# Jakob I. von Sierck

Wappen der Familie von Sierck, heute als Wappen der Gemeinde Sierck-les-Bains weitergeführt

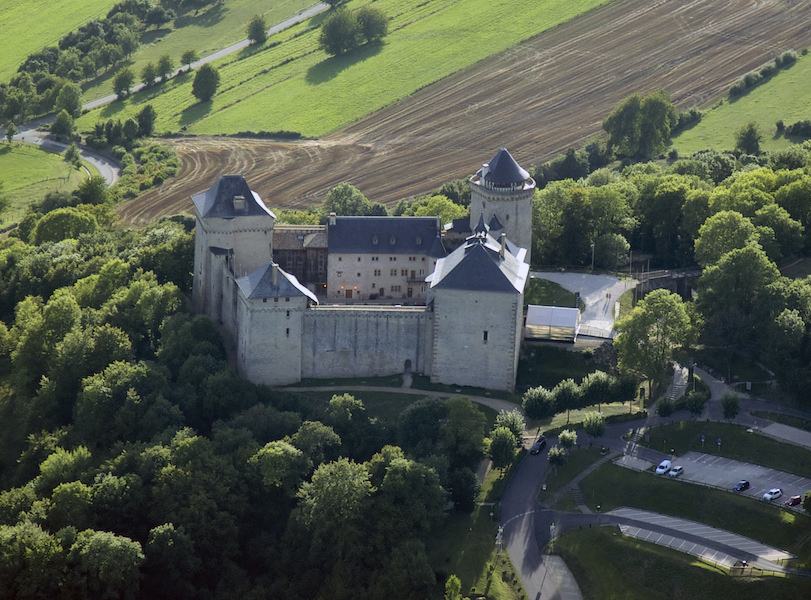
Die Burg Malbrouck, auch Burg Meinsberg genannt, hatte Jakobs Vater ab 1419 errichten lassen. Hier erhielt Jakob von Sierck 1439 seine Weihe zum Erzbischof

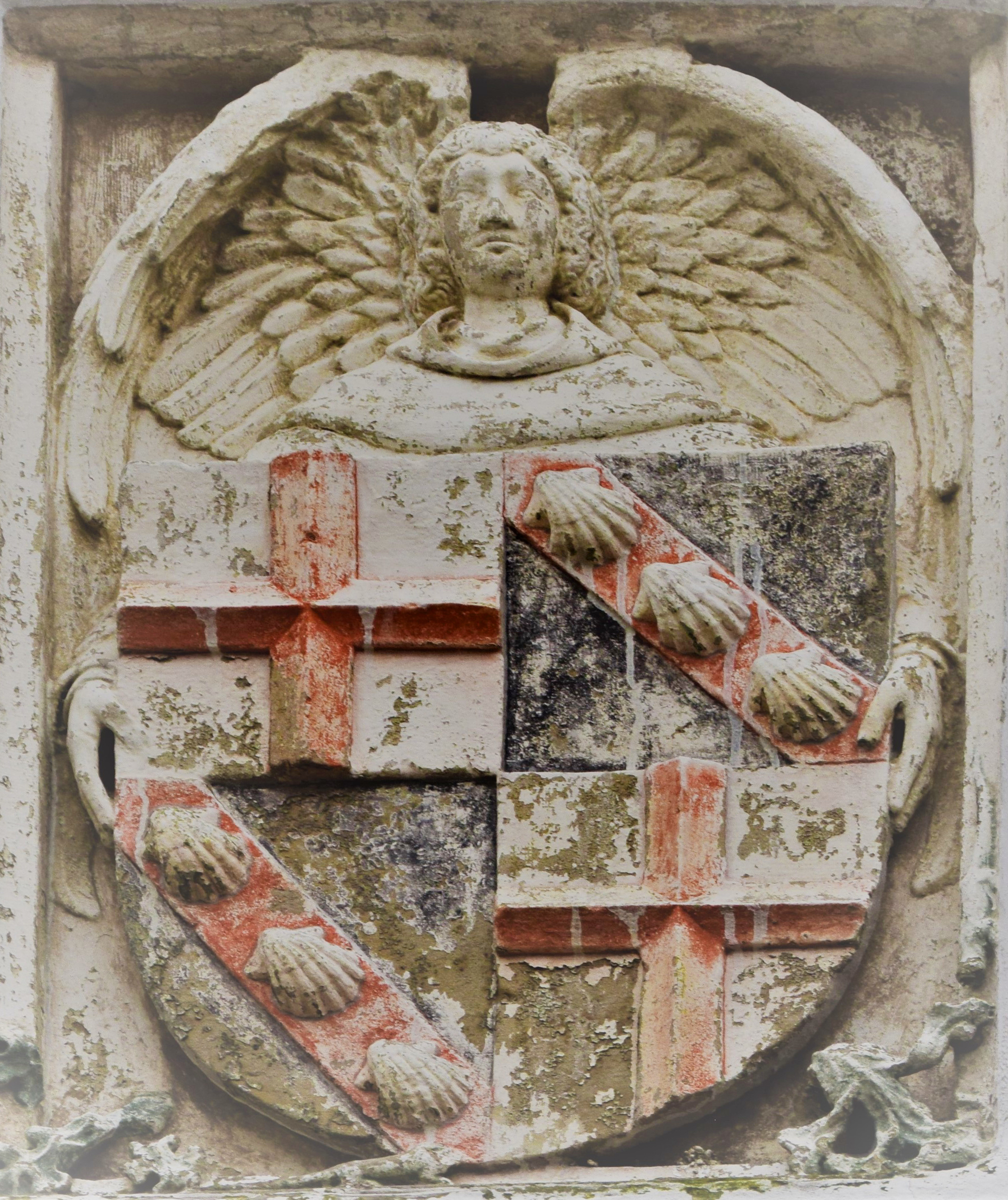
Wappen des Erzbischofs Jakob I. von Sierck auf dem Haus der ehemaligen Kellerei in Münstermaifeld

Jakob von Sierck, frz. Jacques de Sierck, (* um 1398 in Sierck; † 28. Mai 1456 in Pfalzel) war als Jakob I. von 1439 bis zu seinem Tod 1456 Erzbischof und Kurfürst von Trier und seit 1441 Reichskanzler Kaiser Friedrichs III.

## Leben
Jakob von Sierck entstammte dem alten Rittergeschlecht von Sierck, benannt nach der Stammburg Sierck über dem Moselort Sierck (frz. Sierck-les-Bains) in Lothringen nahe der deutsch-luxemburgischen Grenze, das seit 1661 (Vertrag von Vincennes) zu Frankreich gehört. Sein Vater war Ritter Arnold von Sierck. Das Wappen der Familie zeigt in Gold einen roten Schrägrechtsbalken, belegt mit drei silbernen Jakobsmuscheln.
Jakob war ein intelligenter, sehr fleißiger, strebsamer Mensch mit dem Zeug zum Staatsmann und knüpfte schon frühzeitig nützliche Beziehungen. Um 1414 als Domizellar (Kanonikatsanwärter) in das Trierer Domkapitel aufgenommen, hatte er auch in Metz dasselbe Amt inne. In Heidelberg, Florenz und Rom studierte er von 1415 bis 1418 Kanonisches Recht, wurde 1418 Domkapitular und 1423 Domscholaster zu Trier. Nach seiner Weihe zum Erzbischof am 30. August 1439 in der Kapelle der seiner Familie gehörenden Burg Malbrouck trat er ein schweres Erbe an. Bereits 1430 war er vom Trierer Domkapitel zum Erzbischof gegen den Kölner Domdechanten Ulrich von Manderscheid gewählt worden, gab aber dem von Papst Martin V. wegen der unklaren Wahlverhältnisse (Doppelwahl) ernannten Raban von Helmstatt, Bischof zu Speyer, gegen eine Vergütung den Vortritt. Dieser unterstützte dann nach Rücktritt die Wahl 1439 (am 19. Mai 1439 von Papst Eugen IV. bestätigt).
Die Jahre zwischen den beiden Wahlen belasteten das Erzstift sehr, allein durch die aufgrund des Wahlausganges gegen Ulrich von Manderscheid ausgelöste Manderscheider Fehde (1432–1436). Das Erzbistum war überschuldet, quasi bankrott. Durch Steuererhöhungen für den Klerus gelang es ihm, die Finanzen etwas zu stabilisieren. Er erließ 1441 (Ernennung zum Reichskanzler) Reformstatuten für die Trierer Kollegiatstifte St. Simeon und St. Paulin, 1451 für St. Kastor zu Koblenz und das eigene Domkapitel zu Trier, dazu erbat er sich 1450 von Papst Nikolaus V. die Reformerlaubnis für die Franziskanerklöster seines Bistums. Er förderte die in den 1440er Jahren einsetzende Wallfahrt zur Muttergottes von Klausen und gründete das dortige Regularkanonikerstift. Auch die Gründung einer Trierer Universität hatte er bereits erwogen und 1455 die Bestätigung des Papstes erhalten, konnte den Plan aus finanziellen Gründen nicht umsetzen, so dass sie erst 1473 erfolgte. Er besaß einen ungeheuren Arbeitseifer und nahm starken Anteil an der Reichs- und Kirchenpolitik (Konzil von Basel), die ihn in der Politik der Papstwahl den letzten Gegenpapst Felix V. unterstützen ließ, weswegen er für ein Jahr durch Papst Eugen IV. des Amtes enthoben wurde, was faktisch jedoch keine Auswirkungen hatte – es gab keinen Gegenerzbischof. Nach langen Verhandlungen wurde er wieder durch Papst Nikolaus V. am 9. September 1447 in sein Amt eingesetzt.
Jacob von Sierck war in den 1450er Jahren Wortführer einer Gruppe von deutschen Fürsten, darunter der Pfälzer Kurfürst Friedrich der Siegreiche, die sich um eine Reform der Kirchenpolitik und der Regierungsverhältnisse im Reich bemühten und so in Opposition zu dem Habsburger König bzw. Kaiser Friedrich III. standen.
Nach langer Krankheit, die Gerüchte um eine vorsätzliche Vergiftung hervorbrachte, starb Sierck am 28. Mai 1456 in Pfalzel bei Trier und wurde auf seinen Wunsch im Chor der Trierer Liebfrauenkirche beigesetzt. Sein Grab führte in Deutschland den Typus des Doppeldecker-Grabes mit Transi ein und gehört zu den herausragenden Werke der Skulptur in Deutschland dieser Jahre. Das Grab geriet durch Umbauten in Vergessenheit und wurde erst 1949 teilweise wieder aufgefunden. Die heute allein erhaltene Sarkophagplatte ist das erste datierte Werk (1462) des bedeutenden und später künstlerisch einflussreichen niederländischen Bildhauers Nikolaus Gerhaert van Leyden († 1473). Ob es noch von Sierck selbst in Auftrag gegeben wurde, ist unklar, aber angesichts der außerordentlichen künstlerischen Individualität der Ausführung wahrscheinlich.

## Bedeutung
Jakob von Sierck wird in der neueren Forschung als ausgesprochen „moderne“ Persönlichkeit angesprochen, die eine bedeutende Rolle in den frühen Bemühungen um eine Reform des Heiligen Römischen Reiches deutscher Nation gespielt hat: „Mit Jakob von Sierck trat ein ausgesprochen „moderner“ Mann an die Spitze des Erzstifts, dem schon viele Merkmale eines frühneuzeitlichen Staatsmannes annhaften. [...] Eine in den eher biederen Gefilden des Mosellandes fremde, zumindest völlig ungewohnte, Dynamik und intellektuelle Überlegenheit begleitete sein Handeln, das letztlich zwei großen Zielen untergeordnet war: Rekonsolidierung des durch die Manderscheider Fehde praktisch ruinierten Stifts und Ausbau der kurfürstlichen Stellung innert des Reichsverbandes, um dann langfristig von einer destruktiven Reichspolitik gegenseitigen Blockierens zu einer konstruktiven Politik übergehen zu können, in der die Kurfürsten die Akzente setzten.“